# Cheilotrichia (Empeda) vasanta
Cheilotrichia (Empeda) vasanta is een tweevleugelige uit de familie steltmuggen (Limoniidae). De soort komt voor in het Oriëntaals gebied.